# Popudinské Močidľany
Popudinské Močidľany és un poble i municipi d'Eslovàquia que es troba a la regió de Trnava, a l'oest del país.

## Història
La primera menció escrita de la vila es remunta al 1392.

## Demografia
| Godina             | 1994 | 2004   | 2014   | 2024   |
| ------------------ | ---- | ------ | ------ | ------ |
| Nombre de persones | 829  | 908    | 921    | 990    |
| Diferència         |      | +9,52% | +1,43% | +7,49% |

| Godina             | 2023 | 2024   |
| ------------------ | ---- | ------ |
| Nombre de persones | 979  | 990    |
| Diferència         |      | +1,12% |

## Viles agermanades
- Ratíškovice, República Txeca